# Alberto Salvá
Alberto José Bernardo Salvá Contel (Barcelona, 13 de abril de 1938 – Rio de Janeiro, 13 de outubro de 2011  ) foi um cineasta brasileiro nascido na Espanha e radicado no Brasil desde 1952, naturalizado em 1961.

## Biografia
Em 1952, emigrou com a família para o Rio de Janeiro. Ainda adolescente, trabalhou como pedreiro, pintor de paredes, escriturário e fotógrafo. Interessado desde cedo por cinema, em 1964 passou a assinar críticas de filmes no Jornal dos Sports e matriculou-se num seminário sobre documentário, ministrado pelo sueco Arne Sucksdorff, e promovido pelo Itamaraty no Museu de Arte Moderna do Rio de Janeiro.
Em seguida passou a realizar curtas, sendo que já o primeiro, Paixão de Aleijadinho (1965), foi premiado como melhor documentário no Festival de Curtas-metragens da Bahia. Foi diretor de fotografia no média-metragem Nossa Escola de Samba (1964), de Manoel Gimenez, episódio do histórico longa Brasil Verdade, um dos marcos do surgimento do Cinema Novo.
Entre 1966-67, fotografou e montou vários curtas para o Instituto Nacional de Cinema e fundou o grupo Câmara, uma cooperativa a partir da qual produziu, fotografou, montou e dirigiu três episódios de Como Vai, Vai Bem? (1968), sua estréia em longas-metragens. No mesmo período, montou os longas Um Homem e Sua Jaula, de Fernando Cony Campos, e Edu, Coração de Ouro, de Domingos de Oliveira. Em 1972, fundou a produtora Thor Filmes, com Teresa Trautman, para quem foi diretor de fotografia em Os Homens que Eu Tive (1973).
No período da pornochanchada, fotografou, roteirizou e até dirigiu algumas comédias eróticas. Mas seus temas mais recorrentes são as dificuldades de relacionamento, analisadas de forma cômica, como em A Cama ao Alcance de Todos, ou dramática, como em Confissões de uma Mulher Casada. O que não o impediu de enveredar com qualidade autoral pelo relato autobiográfico existencial de Um Homem sem Importância, ou mesmo pelo cinema infantil, em As Quatro Chaves Mágicas, uma recriação do conto João e Maria dos irmãos Grimm.
Na TV Globo, dirigiu vários casos especiais, como Tudo Cheio de Formiga (1975), além de documentários para o Globo Repórter e episódios das séries Aplauso (1979), Carga Pesada (1980-81), Obrigado Doutor (1985) e Você Decide (1992).
Em 1983 fotografou Me Beija, de Werner Schünemann. Contratado para dirigir S.O.S. Sex Shop, desentendeu-se com o produtor Pedro Carlos Rovai, que acabou refilmando e remontando o material, creditando a direção a "Alberto S. Contel".
Ainda em 1983 ganhou o concurso nacional de contos eróticos da revista Status, com Alice, que viria a ser a base para o roteiro de A Menina do Lado, uma história de amor entre um escritor quarentão (Reginaldo Farias) e sua vizinha adolescente (Flávia Monteiro, em seu primeiro papel). O filme, além de ter sido um grande sucesso comercial, ganhou prêmios nos festivais de Gramado e Natal.
No período Collor, Salvá foi produtor de Manobra Radical (1991), de Elisa Tolomelli. Em 1997, publicou pela Editora Revan o livro Sexo em Casa ou Tudo que Você Sempre Quis Fazer e Nunca Teve Coragem de Pedir.
A partir de 1990, começou a ministrar cursos de roteiro, a princípio no Parque Lage, na Casa da Gávea e na Casa de Cultura Laura Alvim, mais tarde nas Universidades Cândido Mendes e Estácio de Sá, e mais recentemente no Instituto Brasileiro de Audiovisual – Escola Darcy Ribeiro  e na Oficina de Atores do Rio de Janeiro.
Em 2008 dirigiu o filme independente, Na Carne e na Alma, com Karan Machado e Raquel Maia, baseado no livro Deusa Cadela, do escritor fluminense André Abi Ramia.
Faleceu em decorrência de um  câncer de fígado.

## Filmografia como diretor e roteirista[9]

### Longas-metragens
- 2011 : Na carne e na alma [10]
- 1987: A Menina do Lado
- 1983: S.O.S. Sex Shop (ou "Como Salvar Meu Casamento")
- 1978: Inquietações de Uma Mulher Casada
- 1976: Os Maniacos Eróticos
- 1975: Ana, a Libertina
- 1972: As Quatro Chaves Mágicas
- 1972: Revólveres não cospem flores
- 1971: Um Homem sem Importância
- 1970: Vida e Glória de um Canalha
- 1969: A Cama ao Alcance de Todos (episódio "Primeira Cama")
- 1968: Como Vai, Vai Bem? (episódios "Mulher à Vista", "O Apartamento" e "Hei de Vencer")

### Curtas e média-metragens
- 2000: Amigas
- 1997: O Bailarino e a Contorcionista
- 1996: Antártida, o Último Continente (co-dir. Monica Schmiedt)
- 1990: O Vendedor
- 1982: O Ritual
- 1982: Sem Intermediários
- 1980: Baloeiros
- 1967: Sala dos Milagres
- 1966: Aspectos da Segunda Guerra Mundial
- 1966: Sol no Labirinto (co-dir. Fernando Cony Campos)
- 1965: Paixão de Aleijadinho

## Filmografia: apenas como roteirista
- 1981: Mulher Objeto
- 1978: Assim era a Pornochanchada
- 1978: Os Melhores Momentos da Pornochanchada
- 1976: As Desquitadas em Lua-de-Mel
- 1975: As Deliciosas Traições do Amor (episódio "Dois é Bom... Quatro é Melhor")